# Ghiacciaio Attlee
Il ghiacciaio Attlee (in inglese Attlee Glacier) è un ghiacciaio lungo 13,6 km situato sulla costa di Foyn, nella parte orientale della Terra di Graham, in Antartide. Il ghiacciaio, il cui punto più alto si trova 255 m s.l.m., fluisce verso est-sud-est fino ad entrare nell'insenatura del Gabinetto, a nord del ghiacciaio Bevin, andando così ad alimentare quello che rimane della piattaforma di ghiaccio Larsen C.

## Storia
Il ghiacciaio Attlee fu fotografato per la prima volta nel 1947 durante la Spedizione antartica di ricerca Ronne, 1947—48, ed esplorato via terra nel dicembre dello stesso anno da una spedizione del British Antarctic Survey, che all'epoca si chiamava ancora Falkland Islands and Dependencies Survey (FIDS). Proprio il FIDS lo battezzò così in onore di Clement Attlee, primo ministro del Regno Unito dal 26 luglio 1945 al 26 ottobre 1951, già segretario di Stato per gli affari dei dominion dal 15 febbraio 1942 al 24 settembre 1943.